# Episodi di Mystery Science Theater 3000 (sesta stagione)
La sesta stagione della serie televisiva Mystery Science Theater 3000 è stata trasmessa in anteprima negli Stati Uniti d'America dalla Comedy Central tra il 24 luglio 1993 e il 5 febbraio 1994.
| nº | Titolo originale                                                 | Titolo italiano | Prima TV USA      | Prima TV Italia |
| -- | ---------------------------------------------------------------- | --------------- | ----------------- | --------------- |
| 1  | Warrior of the Lost World                                        |                 | 24 luglio 1993    |                 |
| 2  | Hercules                                                         |                 | 17 giugno 1993    |                 |
| 3  | Swamp Diamonds (con il corto What to Do on a Date)               |                 | 31 luglio 1993    |                 |
| 4  | Secret Agent Super Dragon                                        |                 | 7 agosto 1993     |                 |
| 5  | The Magic Voyage of Sinbad                                       |                 | 28 agosto 1993    |                 |
| 6  | Eegah                                                            |                 | 28 agosto 1993    |                 |
| 7  | I Accuse My Parents (con il corto The Truck Farmer)              |                 | 4 settembre 1993  |                 |
| 8  | Operation Double 007                                             |                 | 11 settembre 1993 |                 |
| 9  | The Girl in Lovers Lane                                          |                 | 18 settembre 1993 |                 |
| 10 | The Painted Hills (con il corto Body Care and Grooming)          |                 | 26 settembre 1993 |                 |
| 11 | Gunslinger                                                       |                 | 9 ottobre 1993    |                 |
| 12 | Mitchell                                                         |                 | 23 ottobre 1993   |                 |
| 13 | The Brain That Wouldn't Die                                      |                 | 30 ottobre 1993   |                 |
| 14 | Teen-Age Strangler (con il corto Is This Love?)                  |                 | 7 novembre 1993   |                 |
| 15 | The Wild Wild World of Batwoman (con il corto Cheating)          |                 | 13 novembre 1993  |                 |
| 16 | Alien from L.A.                                                  |                 | 20 novembre 1993  |                 |
| 17 | Beginning of the End                                             |                 | 25 novembre 1993  |                 |
| 18 | The Atomic Brain (con il corto What about Juvenile Delinquency?) |                 | 4 dicembre 1993   |                 |
| 19 | Outlaw of Gor                                                    |                 | 11 dicembre 1993  |                 |
| 20 | Radar Secret Service (con il corto Last Clear Chance)            |                 | 18 dicembre 1993  |                 |
| 21 | Santa Claus                                                      |                 | 24 dicembre 1993  |                 |
| 22 | Teen-Age Crime Wave                                              |                 | 15 gennaio 1994   |                 |
| 23 | Village of the Giants                                            |                 | 22 gennaio 1994   |                 |
| 24 | 12 to the Moon (con il corto Design for Dreaming)                |                 | 5 febbraio 1994   |                 |